# مریتان شعبانی
مریتان شعبانی یا شابانی (به انگلیسی: Meritan Shabani) فوتبالیست آلمانی متولد ۱۵ مارس ۱۹۹۹ می‌باشد که در حال حاضر بعنوان هافبک تهاجمی در باشگاه فوتبال بایرن مونیخ بازی می‌کند.

## اوایل زندگی
شعبانی در پایتخت ایالت باواریا یعنی مونیخ به دنیا آمده و پدر و مادری اهل آلمان و ایران دارد.

## دوران حرفه‌ای

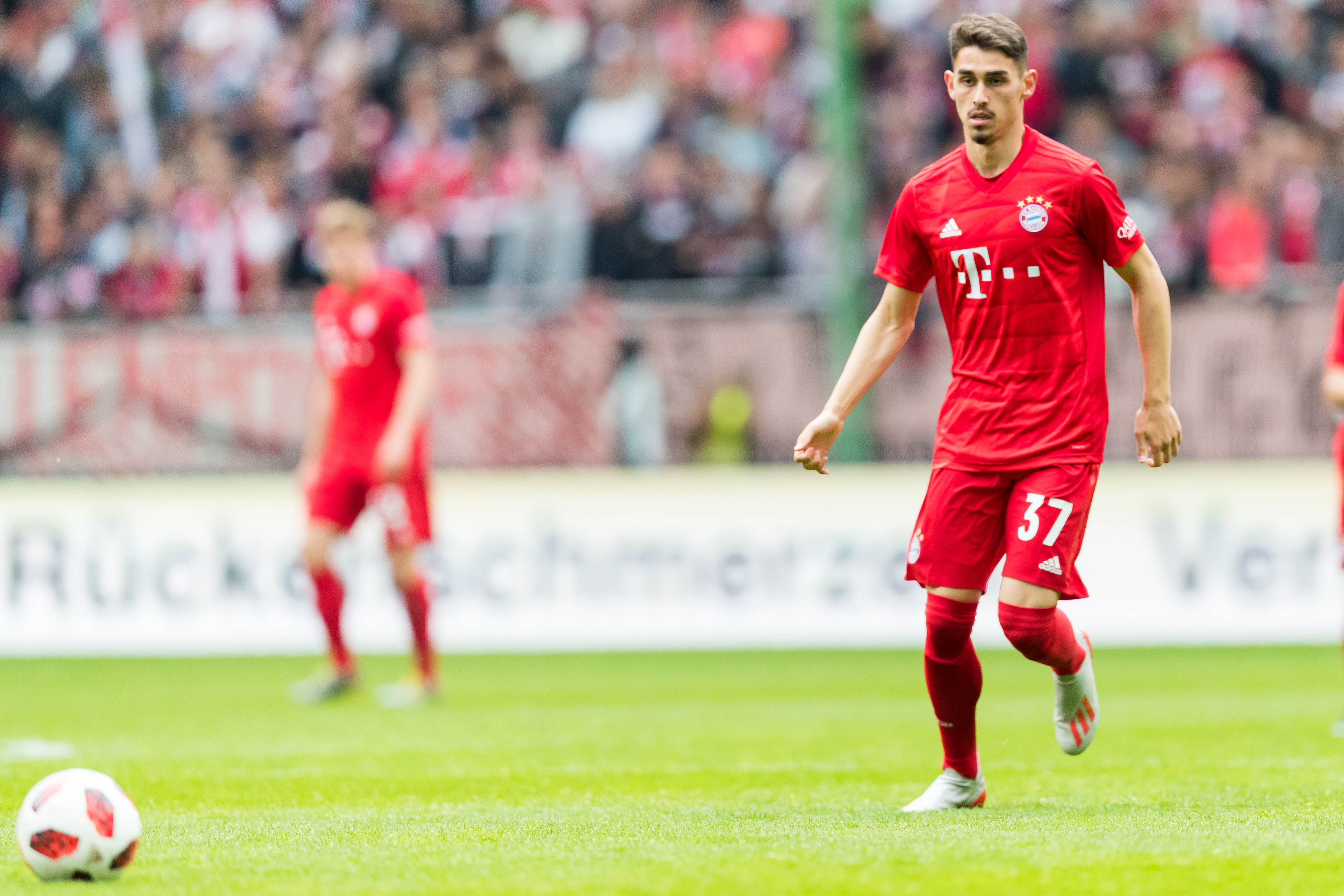
مریتان شعبانی در بایرن مونیخ

### بایرن مونیخ
در فصل ۱۷–۲۰۱۸ شعبانی به تیم دوم بایرن مونیخ (بایرن مونیخ ۲) پیوست. وی در روز ۲۷ سپتامبر ۲۰۱۷ اولین بازی خود در ریجنالیگا بایرن را انجام داد که در آن در برابر اف‌وی ایرتیسن به نتیجهٔ ۱–۱ رسیدند. وی در این بازی در ذقیقهٔ ۸۲ بعنوان بازیکن تعویضی به جای فابیان بنکو وارد زمین شد.
در تاریخ ۲۸ آوریل ۲۰۱۸، شعبانی اولین مسابقهٔ خود در بوندسلیگا را در برابر آینتراخت فرانکفورت انجام داد؛ جایی که از ابتدای مسابقه در زمین بود و در دقیقهٔ ۵۶ از بازی بیرون رفت و تیاگو جای او را در زمین پر کرد.. در نهایت بازی با برد ۴–۱ بایرن خاتمه یافت. شعبانی در مه ۲۰۱۸ با بایرن قراردادی دو ساله (تا ۳۰ ژوئن ۲۰۲۰) بست.

## مسابقات بین‌المللی
در نوامبر ۲۰۱۶، شعبانی از طرف تیم ملی زیر ۱۸ سال آلمان دعوت شد و در دو مسابقه دوستانه دو برابر تیم‌های جمهوری ایرلند و هلند روی نیمکت حضور یافت ولی در هیچ‌یک از آنها به بازی داده نشد.